# Tetrabranchiata
La sottoclasse dei tetrabranchiati include i cefalopodi che hanno due paia di branchie a ctenidio, conchiglia sviluppata esogastrica, simmetrica e concamerata, sifone aperto, con due lembi. 
La sottoclasse dei Tetrabranchiata è una delle sottoclassi tradizionali e considerate semplicistiche nelle quali era stata divisa la classe dei Cephalopoda. Per la sistematica paleontologica si preferisce una suddivisione in tre sottoclassi sulla base della morfologia della conchiglia: Nautiloida, Ammonoidea e Coleoidea. I tetrabranchiati entrano, in questa classificazione, nella sottoclasse  Nautiloida (Agassiz, 1847).

## Anatomia
Oltre alle due paia di branchie, i tetrabranchiati presentano due paia di atri cardiaci e di reni. Occhi vescicolari aperti, senza cristallino e molti tentacoli, tutti caratteri questi che ne permettono la distinzione con i dibranchiati.
A questo gruppo appartengono gli estinti ortoceratidi, Ammoniti ed il Nautilus, un vero "fossile vivente".